# Telepatía

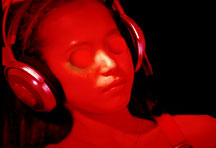
Ejemplo de persona en un experimento Ganzfeld.

La telepatía (del griego τῆλε tēle, «lejos» y πάθος pathos, 'pasión, emoción') es la transmisión de información de una persona a otra sin utilizar ningún canal sensorial humano conocido ni interacción física. Los experimentos a favor de la telepatía han sido criticados históricamente por la falta de controles adecuados y de repetibilidad. No hay pruebas fehacientes de que la telepatía exista, y el tema es considerado generalmente por la comunidad científica como una pseudociencia.
El término fue acuñado por primera vez en 1882 por Frederic W. H. Myers, fundador de la Sociedad para la Investigación Psíquica (SPR). El término telepatía sigue siendo la expresión original más popular, reemplazando a la expresión original transferencia de pensamiento.

## Historia
Se han encontrado muy pocas referencias a la telepatía en las culturas antiguas de las que se tienen registros escritos (a diferencia de, por ejemplo, la precognición, que sí aparece en muchos mitos). La noción de telepatía y las especulaciones relacionadas con ellas se hicieron frecuentes solo a partir del siglo XIX.

### Primeras investigaciones
Se considera que la primera investigación sobre la telepatía fue la realizada por la Society for Psychical Research, cuyos resultados fueron publicados en 1886 en la obra Phantasms of the Living (‘Fantasmas de los vivos’). Años antes, en 1882, Frederick William Henry Myers, uno de los fundadores de la Sociedad de Investigaciones Psíquicas (SPR), introdujo, en un artículo publicado en Proceedings of the Society for Psychical Research, el término «telepatía» (inspirado por la incipiente eclosión tecnológica de la época en que las técnicas electromagnéticas de telecomunicación reciben nombres como teléfono y telégrafo), para diferenciarlo de la falsa «lectura del pensamiento». Aunque gran parte de las investigaciones iniciales consistieron en la recopilación de relatos anecdóticos, también se llevaron a cabo experimentos con aquellos que afirmaban poseer habilidades telepáticas. Sin embargo, sus protocolos experimentales no eran muy estrictos.
En 1917 el psicólogo John E. Coover de la Universidad de Stanford dirigió una serie de pruebas sobre telepatía consistentes en transmitir y adivinar naipes. Los aciertos fueron levemente superiores a los esperados por azar, concluyéndose que el resultado había sido aleatorio.
Quizá los ejemplos más conocidos de experimentos sobre telepatía fueran los de Joseph Banks Rhine y sus asociados en la Universidad de Duke, que comenzaron en 1927 usando los distintivos «Naipes ESP» de Karl Zener (véase Cartas Zener). Estos experimentos incorporaron protocolos más rigurosos y sistemáticos que los anteriores, seleccionándose lo que se asumió que eran participantes «normales» y no aquellos que afirmaban tener habilidades excepcionales, y aplicando los nuevos avances en el campo de la estadística para evaluar los resultados. Estos y los de otros experimentos fueron publicados por Rhine en su conocido libro Extra Sensory Perception (‘Percepción extrasensorial’), que popularizó este término.
Otro libro influyente sobre la telepatía en su día fue Mental Radio, publicada en 1930 por el ganador del premio Pulitzer Upton Sinclair (con prólogo de Albert Einstein). En él, Sinclair describe la aparente capacidad de su esposa de reproducir a veces los dibujos realizados por él y por otros, incluso cuando estaban separados por distancias de varias millas, en experimentos al parecer informales que recuerdan algunos de los usados por investigadores de la visión remota en épocas posteriores. En su libro, los Sinclair señalaban que los resultados podían también explicarse como una clarividencia más general, e hicieron algunos experimentos cuyos resultados sugerían que en realidad no hacía falta ningún emisor y algunos dibujos podían ser reproducidos precognitivamente.

### Segunda mitad delsigloXX
En los años 1960, muchos parapsicólogos no estaban satisfechos con los experimentos de elección forzada de J. B. Rhine, debido en parte al aburrimiento de los participantes en las pruebas tras muchas repeticiones de adivinación monótona de naipes y al rechazo de la sugerencia de los magos de añadir naipes totalmente en blanco, y en parte por el «efecto de declive» por el que la precisión de la adivinación de cartas disminuía tras cierto tiempo para cada participante.
Algunos parapsicólogos recurrieron al formato de experimentos basados en «respuesta libre», donde el objetivo no estaba limitado a un pequeño conjunto finito predeterminado de respuestas (p. e. las cartas Zener), sino que podía consistir en su lugar en cualquier clase de cuadro, dibujo, fotografía, fragmento de película, composición musical, etcétera.
Como resultado de encuestas sobre experiencias psi espontáneas que concluían que más de la mitad de éstas sucedían en estado de sueño, los investigadores Stanley Krippner y Montague Ullman del Maimonides Medical Center de Brooklyn (Nueva York) emprendieron una serie de experimentos entre 1964 y 1978 para comprobar la telepatía durante el sueño. Un participante «receptor» en un cuarto insonorizado y electrónicamente blindado sería monitorizado mientras dormía en busca de patrones encefalográficos y movimientos oculares rápidos que caracterizan el estado de sueño. Un «emisor» en otra habitación intentaría entonces enviar una imagen, aleatoriamente seleccionada de un conjunto, al receptor concentrándose en dicha imagen durante los estados de sueño detectados. Cerca del final de dichos estados, el receptor sería despertado y se le pediría que describiese su sueño durante tal periodo. Los datos recogidos sugerían que algunas veces la imagen era incorporada de alguna forma en el contenido de los sueños del receptor.
A pesar de que los estudios de telepatía en sueños del Maimonides Medical Center mostraron resultados positivos, los críticos argumentaron que deberían descartarse, ya que los experimentos no se podían replicar. Por su parte, los investigadores respondieron que realizar una réplica exacta del experimento no era factible debido a la complejidad y al coste de la investigación en laboratorios del sueño.  Por ese motivo, algunos investigadores intentaron buscar alternativas más económicas, como los llamados experimentos Ganzfeld que consistían en someter a un sujeto a privación sensorial en una habitación oscura, insonorizada, con los ojos cubiertos y ruido blanco en auriculares, mientras que un emisor, ubicado en otro espacio separado, observaba imágenes e intentaba transmitirlas telepáticamente al receptor. Aunque se reportó aproximadamente un 35% de éxito, estos experimientos fueron criticaron desde el punto de vista metodológico.

### sigloXXI
En las primeras décadas del siglo XXI, varios metaanálisis de los experimentos Ganzfeld mostraron resultados estadísticamente significativos que sugerían efectos telepáticos. Lance Storm y colaboradores (2010) mostraron efectos pequeños pero consistentes. Paralelamente, ciertos avances en neurociencia han llevado a algunos investigadores a proponer mecanismos teóricos basados en entrelazamiento cuántico o campos bioenergéticos para explicar potenciales fenómenos telepáticos. Estos estudios han recibido financiación limitada comparados con otras áreas de investigación científica, lo que ha dificultado la realización de experimentos a gran escala que potencialmente podrían proporcionar evidencia más concluyente. 
La relación entre autismo y presuntas capacidades telepáticas ha sido explorada por investigadores como la Dra. Diane Hennacy Powell, neurocientífica y miembro de la Asociación Parapsicológica (una organización afiliada a la Asociación Americana para el Avance de la Ciencia). La Dra. Powell ha documentado casos de personas autistas no verbales que aparentemente pueden comunicar información sin medios convencionales, proponiendo que la telepatía podría ser una extensión de la función cerebral normal relacionada con mecanismos neuronales específicos.  
A finales de 2024 la telepatía en el autismo volvió a ganar la atención pública gracias a la popularidad del pódcast "The Telepathy Tapes" . Este programa, que llegó a superar brevemente al de Joe Rogan en audiencia en Estados Unidos, documenta sesiones experimentales donde niños del espectro autista pueden leer los pensamientos de otras personas. Aunque el pódcast ha generado cobertura en medios como Newsweek y Forbes, los fenómenos descritos aún carecen de publicaciones en revistas científicas revisadas por pares. El Instituto de Ciencias Noéticas mostró interés en esta investigación, y se ha mencionado una posible colaboración entre la Dra. Powell y la División de Estudios Perceptuales de la Universidad de Virginia para realizar estudios más rigurosos. Esta división, junto con el Instituto de Ciencias Noéticas, representan dos de los pocos centros de investigación dedicados al estudio de la percepción extrasensorial en el mundo.

### Consenso científico
Desde una perspectiva materialista, la telepatía constituye un fenómeno parapsicológico, considerado por la gran mayoría de la comunidad científica como una pseudociencia. Sus críticos, como Ray Hyman, objetan que los metaanálisis favorables recientes crean una falsa impresión de coherencia, pues se han combinado experimentos con diferentes características. Sin embargo, los investigadores en el campo argumentan que existe un doble estándar evaluativo, aplicando a la parapsicología criterios que no se exigen a otros campos científicos, y que el rechazo podría deberse a que la percepción extrasensorial desafía los modelos explicativos dominantes. El debate continúa en diversos ámbitos académicos, con algunas universidades y asociaciones defendiendo que los experimentos sí poseen el rigor metodológico necesario y que la evidencia acumulada justifica una investigación más profunda y sistemática.

## Controversia

### Ensayos para detectar la telepatía
Un experimento típico procede como sigue a continuación:
1. Se seleccionan dos personas jóvenes, entre 20 y 40 años; una de ellas se acomoda. Esta persona será el receptor y no debe recibir ningún estímulo de sus otros sentidos, debe estar totalmente relajada, y pensar en el emisor, pero dejar que sus pensamientos fluyan libremente.
2. El otro individuo es el emisor, al que se colocará en otra sala cercana a la del receptor —hay que estimular sus sentidos: normalmente se hace con imágenes acompañadas de sonidos que sean especialmente sugerentes para la mente humana—. El emisor debe concentrarse todo lo que pueda en la otra persona mientras ambos escuchan, ven, tocan, huelen o saborean los mismos estímulos.
3. Por último el receptor tiene que contar los pensamientos que han pasado por su mente durante la experiencia. Si estos pensamientos tienen alguna relación con lo que ha estado percibiendo el emisor, se puede considerar que quizá haya habido una comunicación telepática. Ninguno de estos experimentos ha llegado a conclusiones determinantes.

### Telepatía y ciencia
Algunos defensores de la telepatía han usado conceptos científicos tomados de la psicología y la mecánica cuántica, de manera un tanto controvertida para explicar mecanismos reales que podrían hacer físicamente posible la telepatía. Sin embargo, al igual que sucede con la clarividencia, la telepatía presenta problemas de plausibilidad física similares. Si bien ciertas áreas de la psicología y la mecánica cuántica, siguen existiendo problemas abiertos para los que no existe una respuesta generalmente aceptada, eso no implica que dichos problemas puedan aportar ningún argumento prometedor para la plausibilidad física de la telepatía.
En un experimento realizado por investigadores de la Universidad de Mánchester se pretendía medir, mediante el uso de la realidad virtual, las capacidades telepáticas humanas. En el experimento, en el que participaron 100 voluntarios, se separaba a los participantes por parejas. Los dos miembros de cada pareja, equipados con un visor y un guante que les permite moverse e interactuar con los objetos del mundo virtual, entraban en salas separadas. A continuación se les mostraban una serie de objetos escogidos al azar (un teléfono, una trompeta, un paraguas...). Al primer participante solo se le enseñaba uno de los objetos y se le pedía que se concentrase e interactuase con él. En la segunda habitación, el otro participante ve el mismo objeto y otros tres más. Entonces debe señalar el objeto que cree que su compañero está intentando transmitirle telepáticamente. Los investigadores estaban especialmente interesados en observar en qué medida afectan los lazos familiares y otro tipo de relaciones a las capacidades telepáticas. Los responsables del experimento no creen que esta prueba sirva para demostrar la existencia o inexistencia de la telepatía, tan solo pretenden "crear un método experimental que facilite la investigación científica en esta área".[cita requerida]

### Telepatía y física
Varias de las razones, por las cuales muchos científicos han desechado la idea de la telepatía como un fenómeno viable, están en las dificultades para proponer un mecanismo físico de transmisión. Dada la escala y magnitud del cerebro, de existir señales telepáticas parece que deberían basarse, en la interacción electromagnética o más improbablemente en la interacción gravitatoria. Sin embargo, la anatomía no parece disponer de áreas diferenciadas u orgánulos capaces de producir de manera consistente ondas electromagnéticas, que pudieran ser recibidas e interpretadas por áreas anatómicas especializadas en cerebros vecinos. Todas esas razones indican que hay una ausencia de argumentos para pensar que los cerebros puedan, de alguna manera, producir señales telepáticas interceptables e interpretables por otros cerebros.

### Falsas telepatías
En algunas ocasiones, hay personas que se imaginan o, incluso, que se inventan transmisiones telepáticas. 

## Telepatía en la ficción
La telepatía es un  recurso común en la ciencia ficción. Un buen número de superhéroes y supervillanos de varias novelas de ciencia ficción, etc, usan telepatía. Un notable ejemplo es la novela de Alfred Bester, El hombre demolido (1952), donde una comunidad de telépatas conviven con el resto de los seres humanos. Entre los telépatas más destacados se incluyen los jedis y los siths en el universo Star Wars. Las habilidades telepáticas en la ficción varían considerablemente. Algunos telépatas ficticios solo pueden transmitir pensamientos con otros telépatas, o recibir pensamientos solo de otras personas específicas. Por ejemplo, en la novela de Robert A. Heinlein, La hora de las estrellas (1956), una pareja de gemelos pueden comunicarse telepáticamente, pero solo entre ellos. En la novela de ciencia ficción de A. E. van Vogt, Slan (1940), el héroe mutante Jommy Cross puede leer la mente de los humanos corrientes, pero no la de otros mutantes. Sookie Stackhouse, la camarera telépata de la serie de novelas The Southern Vampire Mysteries de Charlaine Harris, puede leer la mente de los humanos y de otros seres sobrenaturales, pero no la de los vampiros. Algunos telépatas pueden leer la mente solo si hay algún tipo de contacto físico, como los  vulcanos en el universo de Star Trek, Abe Sapien en las películas de Guillermo del Toro Hellboy (2004) o Aro, un vampiro de la novela Luna nueva de Stephenie Meyer (2006). El consultor y escritor del universo Star Trek, André Bormanis, ha revelado que la telepatía en Star Trek es posible gracias a una especie de campo psiónico; según Bormanis, el campo psiónico es el medio por el cual los pensamientos y los sentimientos pueden ser transmitidos a través del espacio. Algunos humanoides pueden tener acceso perceptivo a dicho medio gracias a un órgano sensorial localizado en el cerebro; del mismo modo que el ojo humano puede percibir rangos dentro del  campo electromagnético que los ojos de otras especies no pueden percibir, los telépatas pueden percibir el campo psiónico. Este campo es el equivalente al plano astral o dimensión astral en los cómics del Universo Marvel. En el libro Eragon, de Christopher Paolini (2003), Eragon puede comunicarse telepáticamente con su dragona Saphira y con muchos otros, aunque puede bloquear los pensamientos con barreras psíquicas. En las series de novelas de Harry Potter, de J. K. Rowling, la telepatía es una habilidad mágica conocida como legeremancia, la habilidad para bloquear los pensamientos ante hechizos de legeremancia se conoce como oclumancia. En la novela de John Wyndham Las Crisálidas (1955), el personaje principal y narrador, David Strorm, forma parte de un grupo de nueve telépatas, al igual que los sesenta niños de Los cuclillos de Midwich (1957) quienes poseen vastos poderes psíquicos y pueden comunicarse telepáticamente unos con otros, incluso con otros niños distantes y dispersos por todo el planeta. En la serie de novelas Los guardianes de Anthony Horowitz, los gemelos, Jamie y Scott Tyler, pueden leer y controlar las mentes de los demás, además de comunicarse entre ellos, por lo que siempre saben en qué está pensando el otro. 
Algunos escritores consideran la telepatía como un salto más en la evolución humana. En la novela de Tony Vigorito, Just a Couple of Days (2001), la telepatía se encuentra en todos los humanos gracias a un virus, el cual pasa inadvertido a causa de otras capacidades humanas. Por tanto, la telepatía es una habilidad latente que se puede desarrollar si se consigue eliminar otro tipo de distracciones, como la comunicación por el lenguaje.
En muchas obras de ficción, la telepatía está combinada con otra clase de poderes psíquicos, como en el caso de la novela El Resplandor (1977) de Stephen King, donde el niño Danny Torrance tiene poderes precognitivos y de mediumnidad además de habilidades telepáticas. Otros telépatas ficticios, poseen habilidades de control mental, incluyendo la capacidad de implantar pensamientos, sentimientos o visiones alucinatorias dentro de las mentes de los demás. Mediante ataques psíquicos pueden causar dolor, parálisis, desvanecimiento o incluso la muerte. Pueden alterar o borrar la memoria o controlar completamente la mente y el cuerpo de otros, similar a una posesión espiritual. Ejemplos de este tipo de telépatas son Charles Xavier, Emma Frost, Jean Grey, Psylocke y, en general, casi todos los telépatas del universo Marvel. Otro ejemplo son los telépatas de la serie de televisión Héroes, como Matt Parkman entre otros. También los telépatas más poderosos dentro del mundo ficticio de Babylon 5 pueden desarrollar este tipo de habilidades, como Lyta Alexander o Al Bester.
El justiciero La Sombra tiene la habilidad de nublar las mentes de los demás, el cual utiliza para ocultar su presencia frente a los demás.
La serie de películas de Scanners (Exploradores) trata de un grupo de personas que nacieron con vastos poderes telepáticos, al igual que ciertas habilidades psicoquinéticas. En el primer filme de la serie, el Doctor Paul Ruth (interpretado por Patrick McGoohan) explica que el fenómeno telepático no es la transferencia de pensamiento, sino el encuentro entre los sistemas nerviosos, permitiendo a los telépatas (o exploradores como los definen en la película) acceder al sistema nervioso (y por tanto a los pensamientos) de los demás. Los exploradores más poderosos pueden, además, controlar y manipular el sistema nervioso ajeno. Estas habilidades pueden inhibirse mediante un fármaco llamado Ephemerol que altera la sinapsis cerebral de los exploradores bloqueando sus capacidades.
La obra Devta de Mohiuddin Nawab (1977), escrita en urdu, está basado en el personaje de Farhad Ali Taimur, un telépata implicado en la lucha entre el Bien y el Mal.
La película Thoughtcrimes de Breck Eisner (2003), narra la vida de la telépata Freya McAllister, desde sus problemáticos inicios hasta su inserción en la unidad especial de la ASN (Agencia de Seguridad Nacional).
La serie canadiense de televisión, The Listener, narra las peripecias de Toby Logan, un paramédico telépata.
Mención especial merece la novela de Robert Silverberg Muero por dentro (1972), una novela introspectiva que narra la historia del telépata David Selig. Este nos cuenta los problemas y sinsabores que le ha causado su don, pero que después siente cómo muere por dentro al descubrir que va perdiendo progresivamente su capacidad telepática, aquella habilidad que le arruinó la vida pero que teme perder por darle una distinción especial frente a los demás.
Muchos pokémon, sobre todo legendarios, pueden hablar con los humanos mediante este método, como Lugia, Arceus, Mewtwo, Entei, Jirachi, Shaymin, Darkrai, Reshiram, Zekrom, Keldeo, Cobalion, Terrakion, Virizion, Kyurem, Diancie o Xerneas.
En la serie de televisión estadounidense The Tomorrow People se sostiene que hay una nueva especie en la evolución humana que posee telequinesia y telepatía, además de tener la capacidad de teletransportarse.